# 네팔 주재 외국공관 목록

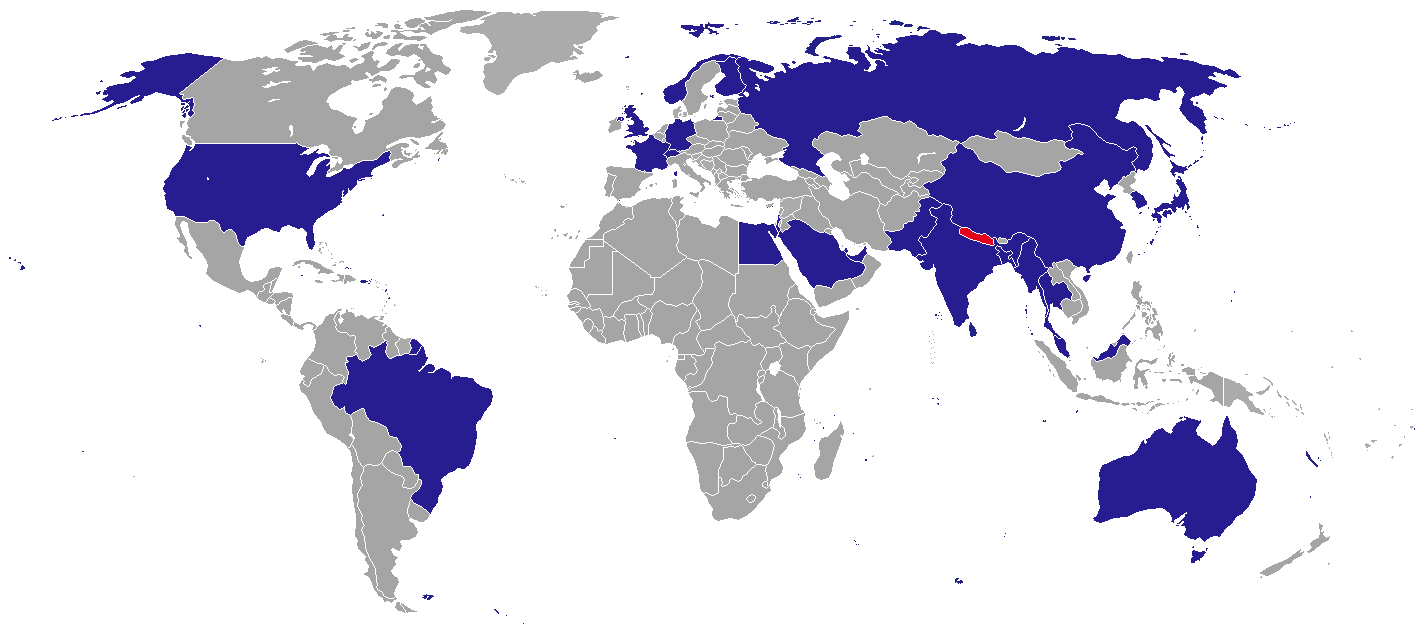
네팔에 상주하고 있는 외국공관들

네팔 주재 외국공관 목록은 네팔에 주재하는 외국공관(대사관)과 함께 네팔과 외교 관계는 수립했으나, 네팔에 공관을 설치하지 않은 국가에 대해 다룬다. 현재 카트만두에 대사관을 설치한 국가는 26개국이다.

## 대사관
| - 오스트레일리아 - 방글라데시 - 브라질 - 미얀마 - 중국 - 덴마크 - 이집트 - 핀란드 - 프랑스 - 독일 - 인도 - 이스라엘 - 일본 | - 조선민주주의인민공화국 - 대한민국 - 말레이시아 - 노르웨이 - 파키스탄 - 카타르 - 러시아 - 스리랑카 - 스위스 - 태국 - 아랍에미리트 - 영국 - 미국 |

### 개설 예정국
- 부탄
- 캐나다
- 이탈리아

## 대표부
- 유럽 연합

## 총영사관
- 인도 (비르간지)

## 비상주공관
다음 국가들은 네팔과 외교 관계는 수립하였으나, 네팔에 대사관을 설치하지 않은 국가들이다. 옆에 병기한 지역에 설치된 공관에서 주 네팔 대사관을 겸임한다. 다만, 지역을 명시하지 않은 해당 도시는 뉴델리를 의미한다.
- 벨기에
- 부탄
- 브루나이
- 캐나다
- 쿠바
- 체코
- 과테말라
- 아이슬란드
- 인도네시아 (다카)
- 아일랜드
- 몰디브 (이슬라마바드)
- 멕시코
- 네덜란드
- 뉴질랜드
- 파라과이
- 폴란드
- 세르비아
- 싱가포르
- 스페인
- 에스와티니 (뉴욕)
- 탄자니아
- 튀르키예
- 베트남 (양곤)

## 같이 보기
- 네팔의 재외공관 목록